# Антонетти, Начо
Игнасио Антонетти Лопес (исп. Ignacio Antonetti López), более известный как Начо Антонетти (исп. Nacho Antonetti; род. 2 февраля 2008) — пуэрто-риканский футболист, полузащитник юношеской команды испанского клуба «Компостела» и сборной Пуэрто-Рико.

## Биография
Сын волейболиста и бывшего тренера волейбольной сборной Пуэрто-Рико Осси Антонетти (р. 1977). Его старший брат Леандро (р. 2003) также футболист.

### Клубная карьера
Воспитанник испанских клубов «Хувентуде Оросо» и «Компостела».

### Карьера в сборной
Впервые попал в заявку национальной сборной Пуэрто-Рико 11 июня 2024 на отборочный матч чемпионата мира 2026 со сборной Ангильи (8:0), но на поле не вышел. Дебютировал за сборную в сентябре того же года, сыграв в двух матчах Лиги наций КОНКАКАФ 2024/25 против Гаити и Арубы, оба раза появившись на поле в концовке встречи.